# Corpi massonici

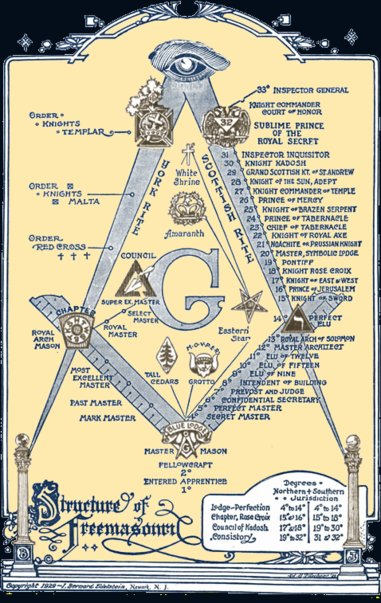
Rappresentazione grafica dei due principali corpi massonici negli Stati Uniti

I corpi massonici (anche ordini massonici o corpi massonici) sono le svariate organizzazioni ed ordini che fanno parte della massoneria, ciascuna delle quali ha una sua struttura e terminologia.
Le diverse organizzazioni hanno variegate relazioni con i corpi annessi; alcune offrono un riconoscimento formale, altre invece li considerano completamente estranei alla massoneria. Di conseguenza alcuni corpi non sono universalmente considerati corpi annessi, ma piuttosto organizzazioni separate che si dà il caso richiedano l'affiliazione massonica ai loro membri.

## Sinossi storica

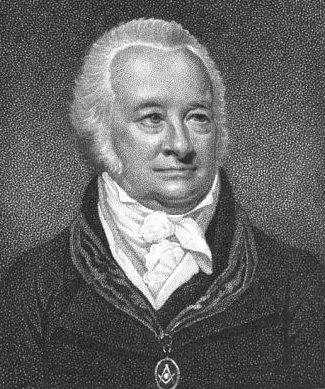
William Preston, dall'edizione 1812 di Illustrations of Masonry

Qualche tempo prima del 1730 iniziò ad emergere nella massoneria un sistema "trigradale" (ossia, fondato su tre livelli o gradi), che ben presto divenne il sistema ordinario nelle logge di Inghilterra, Irlanda e Scozia. Pare che ciò si sia ottenuto riadattando e espandendo l'originario sistema "bigradale", in particolare con l'elaborazione della leggenda di Hiram, e il suo racconto completo al momento del passaggio al terzo grado, quello di Maestro massone. La comparsa, negli anni 1740, dei gradi "cavallereschi" sul continente potrebbe essere legata alla deliberata "nobilitazione" della massoneria mediante il discorso pronunciato nel 1737 dal cavalier Ramsay.
La formazione del Royal Arch avvenne nello stesso periodo, sviluppando il tema di Hiram con la riscoperta dei segreti perduti con la morte del maestro costruttore. La Prima gran loggia d'Inghilterra (i Moderns) non prese una posizione netta sul nuovo rito, forse perché era stata carpita una parola d'ordine segreta dal proprio terzo grado. I sostenitori del nuovo rito tra i Moderns formarono un loro Gran capitolo, probabilmente nel 1765. C'è la prova che la data ufficiale, 1767, scaturisca da un'alterazione del documento fondativo, per risparmiare a Lord Blayney l'imbarazzo di aver dato vita ad un'organizzazione controversa finché era ancora Gran Maestro dei Moderns. La prima ad entrare nella formazione del Gran capitolo fu la Loggia di Caledonia, una loggia di massoni scozzesi che era appena passata dagli Ancients ai Moderns, ed annoverava tra i propri adepti William Preston.
Nel 1751, mentre sempre più logge indipendenti abbandonavano i Moderns, alcune logge (per lo più irlandesi) di Londra formarono l'Antient Grand Lodge of England (gli Antients), che in breve divenne una sorta di federazione per le logge indipendenti in Inghilterra. Il loro secondo segretario, Laurence Dermott, riteneva che il Royal Arch fosse il quarto grado. Quando le due Gran logge si fusero nel 1813, l'articolo 2 degli Articles of Union riconosceva che "la pura Antient Masonry consiste di tre Gradi e non più, vale a dire, quello di Apprendista accettato, di Compagno nell'arte e Maestro massone, compreso il Supremo Ordine dell'Holy Royal Arch". Rimase il Gran capitolo, ma da questo momento in poi gli altri gradi dovettero essere gestiti da corpi massonici autonomi.
Il periodo dal 1740 al 1813 vide emergere una moltitudine di riti, ordini e gradi massonici. Questi nuovi rituali ampliavano il campo di azione della massoneria racchiudendo molte elaborazioni, alcune delle quali comprendevano elementi precedentemente praticati all'interno del "mestiere". Molti riti si rivelarono effimeri e caddero nell'oblio (di alcuni non rimane che un'annotazione scritta, e non c'è prova che siano stati praticati), ma altri furono più resilienti e sopravvissero.

## I rapporti e le relazioni
L'unità elementare della massoneria è la loggia massonica, che la sola a poter "fare" (iniziare) un massone. Queste logge sono controllate da una gran loggia con autorità nazionale o regionale nel proprio territorio. Una loggia massonica conferisce i tre gradi massonici di Apprendista accettato, Compagno di mestiere o d'arte, e Maestro massone.
Benché nella massoneria non ci sia grado più alto di quello di Maestro massone, ci sono ulteriori gradi offerti solo a chi sia Maestro massone. La maggior parte di questi è coordinata dai propri "Grandi" corpi (indipendenti dalla gran loggia).
La Gran loggia unita d'Inghilterra (che non ha autorità diretta sulle altre grandi logge, ma — in quanto gran loggia più antica del mondo — ha un'influenza storica in fatto di regolarità e pratica) definisce la "pura, antica massoneria" quella che consiste dei tre gradi di Apprendista accettato, Compagno, e Maestro massone, cui si affianca il supremo Ordine del Sacro Arco Reale (Holy Royal Arch).

Il Triplo Tau.
(Grand Emblem of Royal Arch Masonry)

Il grado del Sacro Arco Reale è molto antico, ed è assai importante in molti sistemi massonici, tra cui quelli delle tre più antiche 'Costituzioni' (autorità massoniche), ossia le gran logge di Inghilterra, Scozia ed Irlanda, poiché in ognuna di esse (con varie definizioni "costituzionali") è considerato il completamento della struttura massonica ufficiale.
Numerose altre organizzazioni, per lo più note come 'massoniche' o che nominalmente si definiscono massoniche, pongono come requisito agli aspiranti affiliati di essere Maestri massoni di "buona reputazione" (quota associativa pagata, ed assenza di ogni procedimento disciplinare a carico). In alcuni Paesi, specie gli Stati Uniti d'America, il Rito scozzese ed il Rito di York sono i due principali percorsi disponibili. In altri Paesi, segnatamente Inghilterra, Scozia, Irlanda, e molti Paesi del Commonwealth, esistono svariati Ordini e Gradi 'indipendenti', non associati al riferimento federativo di un "rito". Alcuni di questi corpi massonici usano numeri come modo informale per indicare o identificare i gradi che conferiscono, ma il più importante e quindi "sommo" grado è sempre il terzo, o Grado di Maestro massone. Questi altri corpi massonici (a volte noti come 'gradi aggiuntivi' o 'gradi laterali') sono mete facoltative per quanti vogliano portare la propria affiliazione massonica oltre i tre gradi di Apprendista accettato, Compagno e Maestro massone.
In alcuni Paesi, specialmente gli Stati Uniti d'America, ci sono anche organizzazioni affiliate alla massoneria che ammettono sia Maestri massoni sia non massoni che hanno legami con un Maestro massone, come l'Order of the Eastern Star, l'International Order of Job's Daughters (Job's Daughters International) e l'Order of the Amaranth. Altre organizzazioni affiliate ancora, come l'Ordine di DeMolay e l'International Order of the Rainbow for Girls ammettono estranei alla massoneria e neppure richiedono che l'aspirante sia legato un Maestro massone. Queste organizzazioni associate per non massoni compaiono solo raramente nella massoneria europea.

## Affiliazione
Ogni corpo massonico fissa i propri requisiti di affiliazione, che sono assai diversi. Molti di loro, specie quelli che conferiscono davvero gradi ed ordini massonici aggiuntivi, limitano l'appartenenza ai soli maestri massoni. Altri richiedono che il candidato sia un maestro massone o vi sia legato da relazione familiare. Alcuni chiedono che l'aspirante sia un cristiano trinitario. Altri ancora richiedono la previa appartenenza ad altri gruppi, o l'aver rivestito uno specifico incarico in un gruppo.
Talvolta l'affiliazione è aperta, altre volte si fonda sulla cooptazione. Negli Stati Uniti, il Rito di York e quello scozzese sono accessibili a tutti i maestri massoni ma si riservano il diritto di respingere i richiedenti, mentre altri gruppi, come i Knight Masons ("massoni cavalieri"), richiedono che il nuovo adepto sia invitato da chi è già associato.

## Riti, ordini, e gradi nel mondo

### Inghilterra e Galles

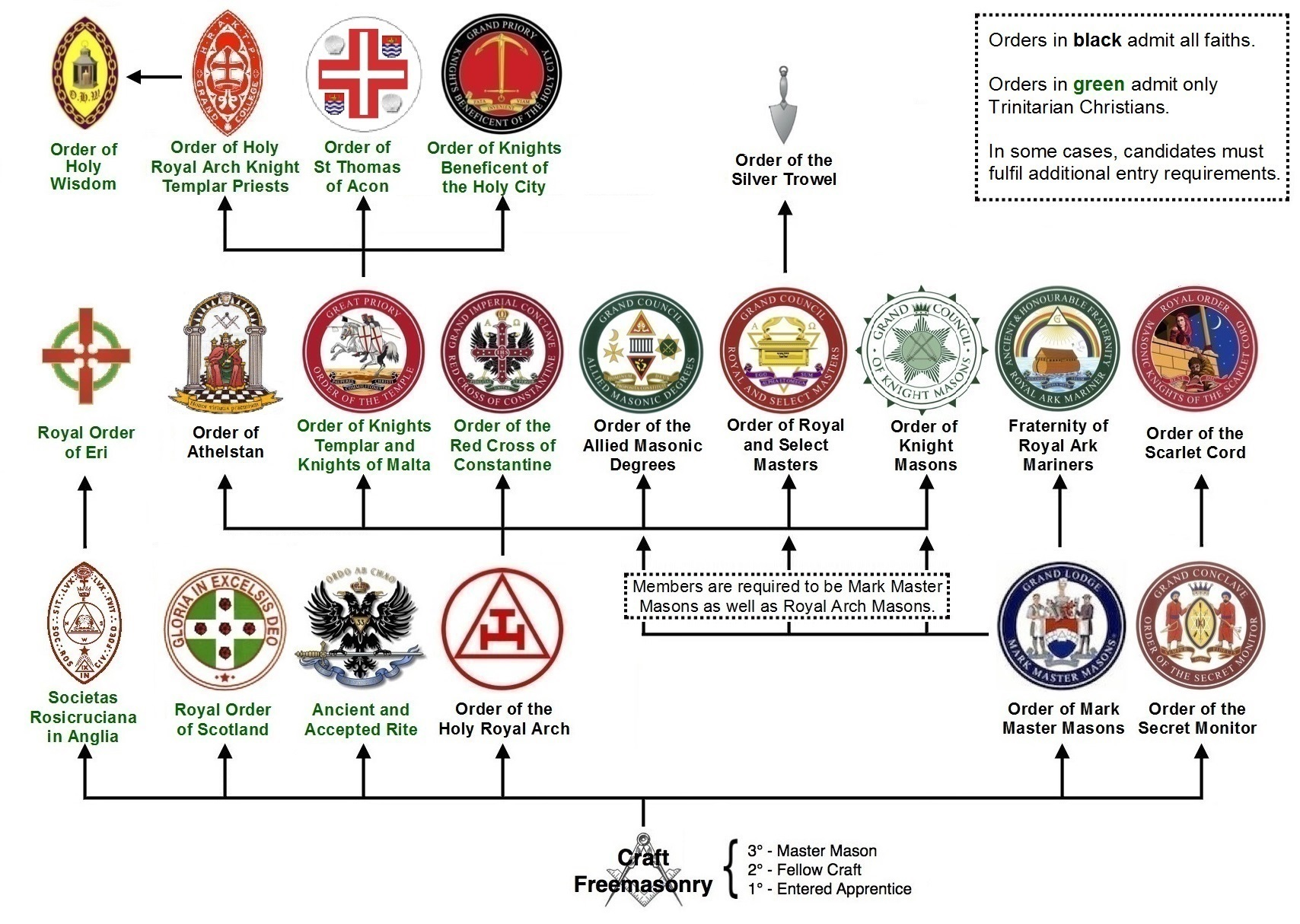
Organizzazione dei corpi massonici annessi in Inghilterra e Galles.

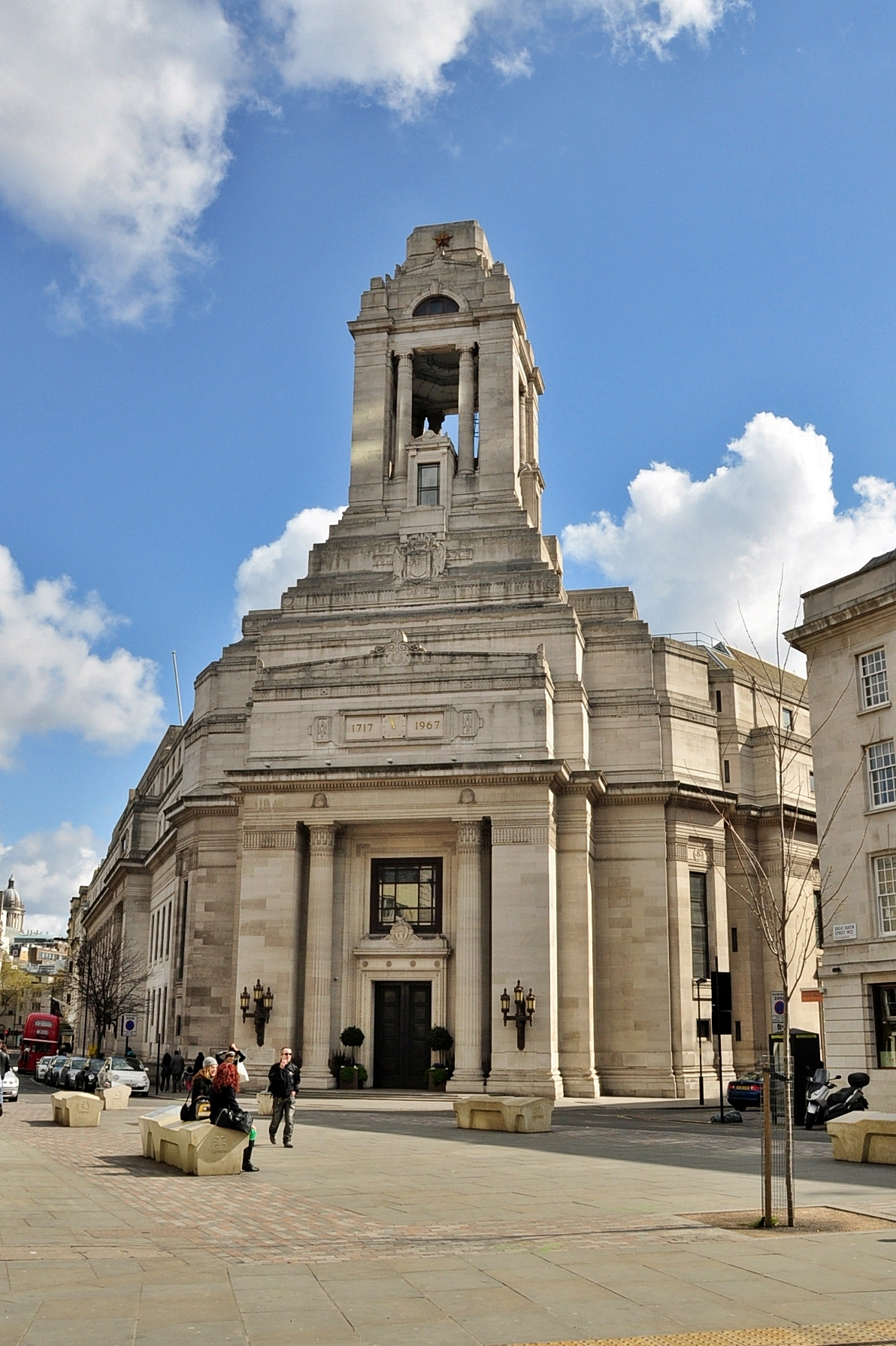
Freemasons' Hall in Great Queen Street, Londra.

In Inghilterra e Galles, dopo i gradi della massoneria di "mestiere", ci sono numerosi gradi e ordini aperti solo a massoni del mestiere. Secondo la English Constitution, l'Holy Royal Arch è il solo grado formalmente riconosciuto dalla United Grand Lodge of England (UGLE) oltre i tre gradi della massoneria di mestiere. Altri ordini e gradi sono comunque menzionati e riconosciuti dal Gran Maestro della United Grand Lodge of England, e tutti i loro membri sono necessariamente muratori soggetti alla English Constitution. Fra i corpi massonici annessi, tra i più noti ci sono i seguenti:
- Lo Holy Royal Arch (o Sacro arco reale) in Inghilterra e Galles è praticato come un grado indipendente, separato dalla massoneria di mestiere. I membri si incontrano ai capitoli del Royal Arch, che sono individualmente annessi ad una loggia di mestiere e ne condividono il numero. L'Ordine è gestito dal Supremo gran capitolo, che si trova nella sede principale della United Grand Lodge of England, la Freemasons' Hall di Londra, con la quale condivide numerosi dignitari. Le logge di mestiere in Inghilterra e Galles normalmente hanno un rappresentante del Royal Arch, e i maestri massoni appena promossi sono caldamente invitati a cercare l'elevazione nell'Holy Royal Arch prima di concepire l'adesione ad ogni altra organizzazione massonica.
- Lo Order of Mark Master Masons. A norma dell'English Constitution questo grado è conferito solo nelle logge dei Mark Masons, che sono indipendenti dalla United Grand Lodge of England e sono gestite dalla Mark Masons' Hall (Londra). In quest'Ordine, i membri possono entrare solo nei Royal Ark Mariners.
- Lo Order of the Secret Monitor. A norma dell'English Constitution, l'Ordine si incontra in Conclavi, ciascuno con un Sovrano Supremo come capo. L'Ordine è gestito dalla Mark Mason's Hall di Londra. In quest'Ordine, i membri possono entrare solo nell'Order of the Scarlet Cord.
- Lo Ancient and Accepted Rite for England and Wales, informalmente detto i "Rosa Croce".[22] Secondo la English Constitution, il Rito si incontra nei Capitoli Rosa Croce ed è aperto solo ai maestri massoni che credono nella Santissima Trinità cristiana. I candidati sono 'perfezionati' nel 18º grado, mentre i titoli precedenti sono rilasciati solo nominalmente. Il prosieguo al 30° ed ai seguenti è riservato a chi sia stato alla guida del Capitolo. L'Ordine è gestito dal 'Supreme Council 33° for England and Wales' in Londra.
- I Cavalieri templari. Si diventa membri solo su invito. Ai candidati è richiesto di essere maestri massoni, massoni del Royal Arch, e di credere nella Santissima Trinità cristiana. I Cavalieri templari si incontrano nei Preceptories. L'Ordine è gestito dalla Mark Mason's Hall di Londra; i membri possono entrare pure nei Cavalieri di Malta e/o nei Knight Templar Priests.
- Lo Order of Royal and Select Masters è gestito dalla Mark Mason's Hall di Londra. Dà vita ai gradi di Select Master, Royal Master, Most Excellent Master e Super-Excellent Master che mostrano il legame tra i gradi di maestro massone, Mark Master Mason e lo Holy Royal Arch.
- Lo Order of the Red Cross of Constantine, the Holy Sepulchre and of St John the Evangelist, colloquialmente detto "Red Cross of Constantine". Ai candidati è richiesto di essere maestri massoni, massoni del Royal Arch, e di credere nella Santissima Trinità cristiana. I membri si riuniscono come conclave. L'Ordine anima tre gradi, e inoltre gestisce due distinti corpi annessi, entrambi ci carattere cristiano. L'Ordine è gestito dalla Mark Mason's Hall di Londra.
- Gli Allied Masonic Degrees, un gruppo di cinque gradi prima indipendenti, sono conferiti solo per invito. Ai candidati è richiesto di essere maestri massoni, massoni del Royal Arch e Mark Masons. I membri possono anche essere invitati ad entrare nello Order of Knight Masons. L'Ordine si incontra presso la Mark Mason's Hall di Londra, che lo gestisce.

### Scozia
Nella massoneria scozzese, dopo i tre gradi della massoneria di mestiere la maggior parte dei maestri massoni sono promossi maestri massoni dell'Ordine Mark.
Nella giurisdizione massonica scozzese, il grado di Mark Master può essere ricevuto in due modi, o in un capitolo del Royal Arch o in una loggia del mestiere. Nessun massone della giurisdizione scozzese può essere elevato a massone del Royal Arch se prima non sia stato promosso Mark Master e successivamente abbia conseguito il grado di Excellent Master. I corpi che comandano sono la Gran loggia di Scozia il Supreme Grand Royal Arch Chapter of Scotland.
Alcuni altri ordini sono aperti ai massoni di mestiere, e i seguenti sono degni di nota in Scozia:
- Il Royal Order of Scotland
- Lo Ancient and Accepted Scottish Rite
- I Cavalieri templari massoni
- La Red Cross of Constantine, in cinque gradi.

### Stati Uniti
Negli Stati Uniti ci sono due principali corpi annessi:
- Lo Ancient and Accepted Scottish Rite of Freemasonry.
- Lo York Rite (talvolta chiamato Rito Americano[23][24][25]), che, assieme alle logge di mestiere, comprende tre corpi distinti e separati: il Capitolo di Royal Arch (massoneria capitolare), il Council of Royal & Select Masters (massoneria criptica) e la Commenda dei Cavalieri templari.

Altri corpi annessi:
- The York Rite Sovereign College of North America – www.yrscna.org – Un corpo ad invito dedicato all'assistenza ed alla promozione di corpi dello York Rite e al lavoro dei gradi. Il corpo che presiede è un College, cui è preposto un Governor (con il titolo di Preeminent). Il corpo dà luogo ad un solo grado principale, quello di Order of Knight of York, ed un grado onorario, cioè Order of the Purple Cross of York.

### Canada
In Canada ci sono due principali corpi massonici annessi:
- Lo York Rite, che è il più vecchio dei due, a parte la loggia di mestiere, comprende quattro corpi distinti e separati:  il Capitolo di Royal Arch (massoneria capitolare), il Council of Royal & Select Masters (massoneria criptica), la Commenda dei Cavalieri templari e lo York Rite College. Lo York Rite comprende anche i Priorati dei Knights of the York Cross of Honor, i Tabernacoli degli Holy Royal Arch Knight Templar Priests e l'Ordine di Holy Wisdom, e i Consigli degli Allied Masonic Degrees of Canada.
- L' Ancient and Accepted Scottish Rite of Freemasonry.

### Irlanda
In Irlanda, dopo i gradi di mestiere conferiti per autorità della Gran Loggia d'Irlanda ci sono alcuni gradi e ordini che sono gestiti separatamente e sono aperti a maestri massoni sia a loro richiesta sia su invito.
- Il Royal Arch in Irlanda è unico, e ampiamente considerato come il più antico Royal Arch attivo nel mondo. I membri del Royal Arch di Inghilterra, Scozia o America noterebbero moltissime differenze nel tema dei gradi da quello a cui sono abituati. I capitoli del Royal Arch possono riunirsi come logge di maestri massoni Mark per conferire il grado Mark ad un candidato. Questo può avvenire prima che al candidato sia dato il grado Royal Arch. I capitoli irlandesi del Royal Arch fanno capo al Supreme Grand Royal Arch Chapter of Ireland e sia i gradi di maestri massoni Mark sia quelli Royal Arch sono riconosciuti dalla Gran Loggia come appartenenti alla "pura, antica massoneria".
- I gradi dei Cavalieri massoni costituiscono la parte restante della massoneria "universale" irlandese. Sono aperti ad ogni membro del mestiere e del Royal Arch. Spesso in altre costituzioni sono noti come i gradi della Croce rossa, in particolare, Cavaliere della spada (in precedenza Croce rossa di Babilonia o Croce rossa di Daniele), Cavaliere dell'est (già Passo giordano), e Cavaliere dell'est e dell'ovest (già Ordine reale). Questi gradi erano stati precedentemente gestiti dai Preceptories dei Cavalieri massoni e da alcuni capitoli del Royal Arch. Nel 1923 fu costituito il Grand Council of Knight Masons per sostenere e custodire i gradi e i consigli che li conferiscono. La massoneria dei Cavalieri irlandesi oggi è un corpo massonico universale e continua a crescere. I gradi praticati sotto gli auspici del Grand Council of Knight Masons sono conferiti nell'ordine cronologico corretto e sono dati in modo molto più dettagliato che in qualsiasi altro corpo simile in qualsiasi altra parte del momento. In altre giurisdizioni, è ad invito.

Gradi ad invito
- Il Military Order of the Temple, spesso detto Masonic Knights Templar, conferisce gradi di Cavaliere templare e Cavaliere di Malta. L'appartenenza a questo ordine è rigorosamente ad invito.
- L'Ancient and Accepted Rite of Ireland ha requisiti rigorosi di ammissione. È solo per invito e postula l'appartenenza ai Cavalieri templari. La struttura è assai vicina al più celebre Scottish Rite statunitense; però, come nell'Ancient and Accepted Rite d'Inghilterra, l'avanzamento tra ciascun grado individuale è solo ad invito.

### Europa del nord
Nella Scandinavia e negli Stati nordici, tra cui Svezia, Norvegia, Islanda, Danimarca, e Finlandia, la massoneria per lo più esiste nella forma del Rito svedese.

### Germania
Il Rito di Schroeder in tre gradi, creato nel 1787 da Friedrich Ludwig Schroeder ad Amburgo in reazione alla proliferazione degli alti gradi, fu adottato nel 1811 dalla Grande Loggia provinciale di Amburgo, della quale Schroeder era diventato il Gran maestro. Oggi è praticato dalla Gran Loggia AFAM di Germania (in tedesco: « Großloge der Alten Freien und Angenommenen Maurer von Deutschland »), in Austria, in Ungheria e in Svizzera tedesca.

### Francia
Il Rito francese, in tre gradi e cinque ordini, è forte in Francia, Belgio, Lussemburgo, Grecia, Brasile e America latina (dove è chiamato Rito Moderno poiché è la traduzione in francese di quello dei "Moderns"), in Italia e in passato lo era in Louisiana. Il regime scozzese rettificato in sei gradi è praticato, oltre che in Francia, in Svizzera, Belgio e in altri paesi europei: si tratta di un rito a forti connotazioni cristiane. Il Rito Egizio di Misraim, fondato da Marc Bédarride al ritorno della Campagna d'Egitto di Napoleone Bonaparte, è oggi praticato internazionalmente come Rito di Memphis-Misraim in novantanove gradi. In Italia Giuseppe Garibaldi fu Gran Hyerophante del Rito di Memphis e Misraim nel 1881.

### Italia
Il Rito simbolico italiano in tre gradi è una peculiare caratteristica della massoneria italiana, come pure il Rito Egizio Tradizionale e il Rito filosofico italiano in sette gradi, di cui fece parte Arturo Reghini, e che cessò di esistere nel 1919.

### Altri ordini e gradi
I seguenti ordini affiliati e/o annessi conferiscono gradi massonici. I soggetti che chiedono di aderire o sono invitati a farlo devono quanto meno essere maestri massoni, ma ciascun corpo può avere altri requisiti di appartenenza: 
- Allied Masonic Degrees. Negli USA, i consigli della A.M.D. dispiegano dodici gradi massonici. In Canada i consigli producono nove gradi più la cerimonia di insediamento. In Inghilterra, i consigli conferiscono solo cinque gradi.
- Ye Antient Order of Noble Corks. Un grado parallelo scherzoso. In Scozia è collegato alla massoneria Royal Arch. In Inghilterra ed Europa è un ordine autonomo. Negli USA fa parte degli Allied Masonic Degrees.
- Order of Knight Masons. I consigli dei cavalieri massoni in vari posti del mondo operano sotto l'autorità del Grand Council of Knight Masons, con base in Irlanda. In Scozia i gradi sono gestiti nell'ordine congiunto (assieme al grado Royal Ark Mariner) chiamato Lodge and Council, e sono controllati dal Supreme Grand Royal Arch Chapter di Scozia. Negli USA i gradi sono, con qualche eccezione, governati dal Grand Council of Knight Masons degli USA che negli anni 1950 si separò dal Grand Council.
- Royal Order of Scotland. La Grand Lodge of the Royal Order di Edimburgo (Scozia) controlla circa 85 gran logge provinciali in tutto il mondo, e conferisce due gradi.
- Societas Rosicruciana. I collegi conferiscono nove gradi.
- Order of St. Thomas of Acon. Un ordine cavalleresco commemorativo. Organizzato in "cappelle".

## Altri corpi annessi
Questi corpi annessi e organizzazioni giovanili si trovano comunque nell'America settentrionale e centrale, e in minor misura nell'America meridionale. Sono generalmente assenti in Europa, tranne in zone circoscritte soggette ad influenza americana, specie dove la presenza militare americana è durata a lungo.
- Shriners International, storicamente noti come Ancient Arabic Order of the Nobles of the Mystic Shrine (A.A.O.N.M.S.). Gli Shriners si incontrano in "centri" o "templi" Shrine, e sono ben conosciuti per i loro fez granata, le ricche parate, e il patrocinio di ospedali pediatrici.[30]
- Royal Order of Jesters (R.O.J.). Colloquialmente dette "Jesters", le "corti" locali sono limitate a tredici (nuovi) iniziati annui. L'iniziazione, previo invito e suffragio unanime, è limitato a membri dello Shrine che godono di buona reputazione.
- Mystic Order of Veiled Prophets of the Enchanted Realm. Colloquialmente detto "The Grotto"; i suoi membri indossano fez neri.
- Order of Quetzalcoatl. Colloquialmente chiamato "The Q", un gruppo rappresentato prevalentemente negli Stati Uniti occidentali e sudoccidentali.
- Tall Cedars of Lebanon o Tall Cedar, sono organizzati in "foreste" e si incontrano presso templi massonici o sale banchetti. Alcuni si definiscono gli "Shriners del povero", il loro motto è Fun, Frolic & Fellowship ("divertimento, spasso e cameratismo"), e i suoi membri indossano un cappello a forma di piramide.

Le seguenti organizzazioni affiliate ammettono sia massoni sia parenti femmine di massoni:
- Order of the Eastern Star. L'appartenenza è limitata ai maestri massoni e alle loro strette parenti di sesso femminile. Il capitolo è gestito dalle donne; il maestro massone interviene solo per assistere l'apertura del capitolo. Le parenti donne sono moglie, sorella, figlia, madre, e varie antenate, parenti adottive e affini.
- Order of the Amaranth. Un ordine fraterno americano per maestri massoni maschi e le loro parenti di sesso femminile. Governato da un consiglio supremo, con grandi corti in ciascuno Stato USA, più poche altre al di fuori degli USA in Canada, Australia, e nelle Filippine.[31]

### Organizzazioni giovanili
Esistono alcune organizzazioni giovanili collegate alla massoneria, soprattutto in America, che sono complessivamente indicate come organizzazioni massoniche giovanili.
- Order of the Knights of Pythagoras,[32] per ragazzi (maschi) tra gli 8 e i 18 anni; patrocinato dalla massoneria Prince Hall.
- L'Ordine di DeMolay è la più comune. Possono entrarvi giovani uomini dai 12 ai 21 anni. Ci sono capitoli DeMolay in Argentina, Aruba, Australia, Bolivia, Brasile, Canada, Filippine, Francia, Germania, Giappone, Italia, Panama, Paraguay, Perù, Romania, Serbia, Stati Uniti, e Uruguay.
- A.J.E.F., Asociacion de Jovenes Esperanza de la Fraternidad, per ragazzi (maschi) tra i 14 e i 21 anni, attiva in Messico, Stati Uniti e America Latina.
- Job's Daughters International. Possono farne parte giovani donne tra i 10 e i 20 anni, figlie di maestri massoni o di una Job's Daughter maggiorenne, o raccomandate da un maestro massone o un'affiliata maggiorenne.[33] Le "Jobies" hanno Bethels (capitoli) in Australia (Queensland), Brasile, (molti Stati brasiliani hanno almeno un bethel), Canada (Alberta, British Columbia, Manitoba, Ontario & Saskatchewan), Filippine, e molti Stati USA (con la notevole eccezione di tutti gli Stati del New England e di gran parte di quelli del Sud). Ci sono bethel anche in Germania e Giappone, per lo più a causa della presenza militare statunitense.
- International Order of the Rainbow for Girls. Possono entrarvi giovani donne tra gli 11 e i 10 anni. Ci sono "assemblee" di Rainbow Girls in Aruba, Australia (Queensland, New South Wales e South Australia), Bolivia, Brasile (in Distrito Federal, Espirito Santo, Mato Grosso, Mato Grosso do Sul, Minas Gerais, Para, Parana, Rio de Janeiro, Santa Catarina, São Paulo e Tocantins), Canada (Ontario e New Brunswick), Filippine, Italia, Paraguay, Puerto Rico e Romania. Attualmente ci sono assemblee Rainbow in tutti gli Stati federati USA tranne Delaware, Utah e Wyoming. Soprattutto a causa della presenza militare americana, ci sono state assemblee Rainbow nei seguenti Paesi: Cuba, Francia, Germania, Giappone, Messico, Panama, Repubblica di Cina, e Vietnam.
- La Organization of Triangles Inc. fu fondata nel 1925 da Rose E. Scherer. Il Triangle è presente solo nello Stato di New York. È un'organizzazione per giovani donne tra i 10 e i 21 anni.[34]
- Constellation of Junior Stars, Stato di New York, è un'organizzazione non a scopo di lucro affiliata alla massoneria per giovani donne tra i 10 e i 21 anni.